# Folke K. Larsson
Folke Kustvall Stenring (tidigare Larsson), född 1949, är en svensk forskare, skribent, statlig tjänsteman och utredare.  
Larsson disputerade 1989 vid zoologiska institutionen, Uppsala universitet på en doktorsavhandling om olika insektsarters reproduktiva strategier i relation till populations- och omgivningsfaktorer i tropiska och tempererade områden.
Han har tillsammans med makan Virginia Kustvall Stenring (tidigare Larsson, född 1962) skrivit ett antal naturguider för fältbruk och har även i andra former varit verksam som skribent, fotograf, forskare och utredare, bland annat inom natur- och biologiområdet.  
Larsson är också psykolog, samhällsvetare och historiker från Stockholms universitet, Uppsala universitet samt Södertörns Högskola och har bland annat arbetat med forskningsfrågor och utvecklingsinsatser inom den statliga sektorn och EU. Han har bland annat varit verksam som forskningsdirektör vid Arbetslivsinstitutet, överdirektör vid Högskoleverket, direktör vid Statskontoret och kanslichef vid Utvecklingsrådet för den statliga sektorn. Bland övriga uppdrag kan nämnas verksamhet som ämbetsmannaledamot i Arbetsdomstolen 2005–2025 samt diverse ideella uppdrag.